# Solomon Tilewa Johnson

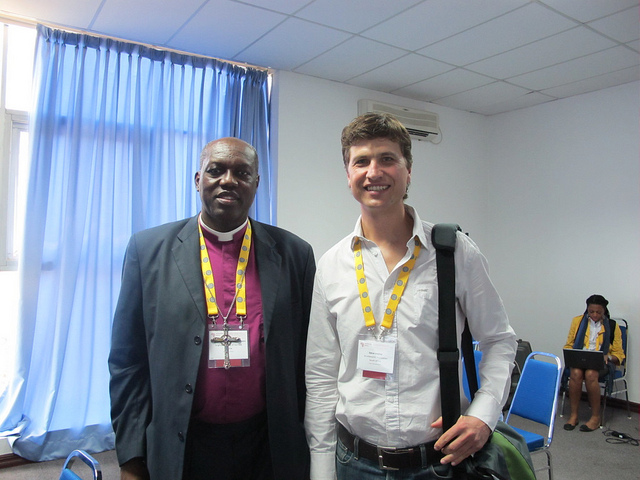
Solomon Tilewa Johnson (links)

Right Reverend Solomon Tilewa Ethelbert Willie Johnson (bevorzugt mit der Benennung „Tilewa“) (* 27. Februar 1954 in Banjul, Gambia; † 21. Januar 2014 in Bakau-Fajara) war anglikanischer Bischof von Gambia und Erzbischof der Kirchenprovinz Westafrika.

## Leben

### Bildung
Solomon Tilewa Johnson wurde in Banjul (das damals Bathurst hieß) geboren. Von 1962 bis 1966 besuchte er die Grundschule, anschließend war er bis 1974 auf der Gambia High School. In Nigeria, auf dem Trinity College in Umuahia, erwarb er sein Diplom in Theologie (1977–1980) und im Vereinigten Königreich, auf dem University of Durham, seinen B.A. (Hons) Theology; seine Dissertation: „The Impact of African Communal Ritual on Modern Christian Missions 1821–1965“. Im August 1997 erwarb er auf der Oxford University das Zertifikat Summer Programme in Theology.

### Kirchliche Laufbahn
1979 wurde er Diakon und 1980 ordinierter Priester. Zum sechsten Bischof von Gambia wurde er 1990 als Nachfolger von Jean Rigalle Elysée geweiht. Er war der erste Bischof, der aus Gambia selbst stammt.
Am 28. September 2012 wurde Johnson zum Erzbischof der Provinz Westafrika (auch Primas von Westafrika) gewählt.

### Verschiedenes
Johnson heiratete 1980 die Lehrerin Priscilla Modupeh (Mummy) Gladys, Tochter von Cecilia Cole, und hatte mit ihr einen Sohn und zwei Töchter. Er war sportlich sehr aktiv, neben Tennis, Tischtennis, Billard, Badminton, Squash, Schwimmen, Yoga und Cricket spielte er Basketball. Er gehörte 1970 bis 1977 der gambischen Basketballnationalmannschaft an.
Er starb während eines Tennisspiels im Fajara Tennis Club mit nur 59 Jahren. Im Medical Research Council (MRC), wohin er gebracht wurde, konnte von den Ärzten nur noch sein Tod festgestellt werden.